# Rollende Landstraße

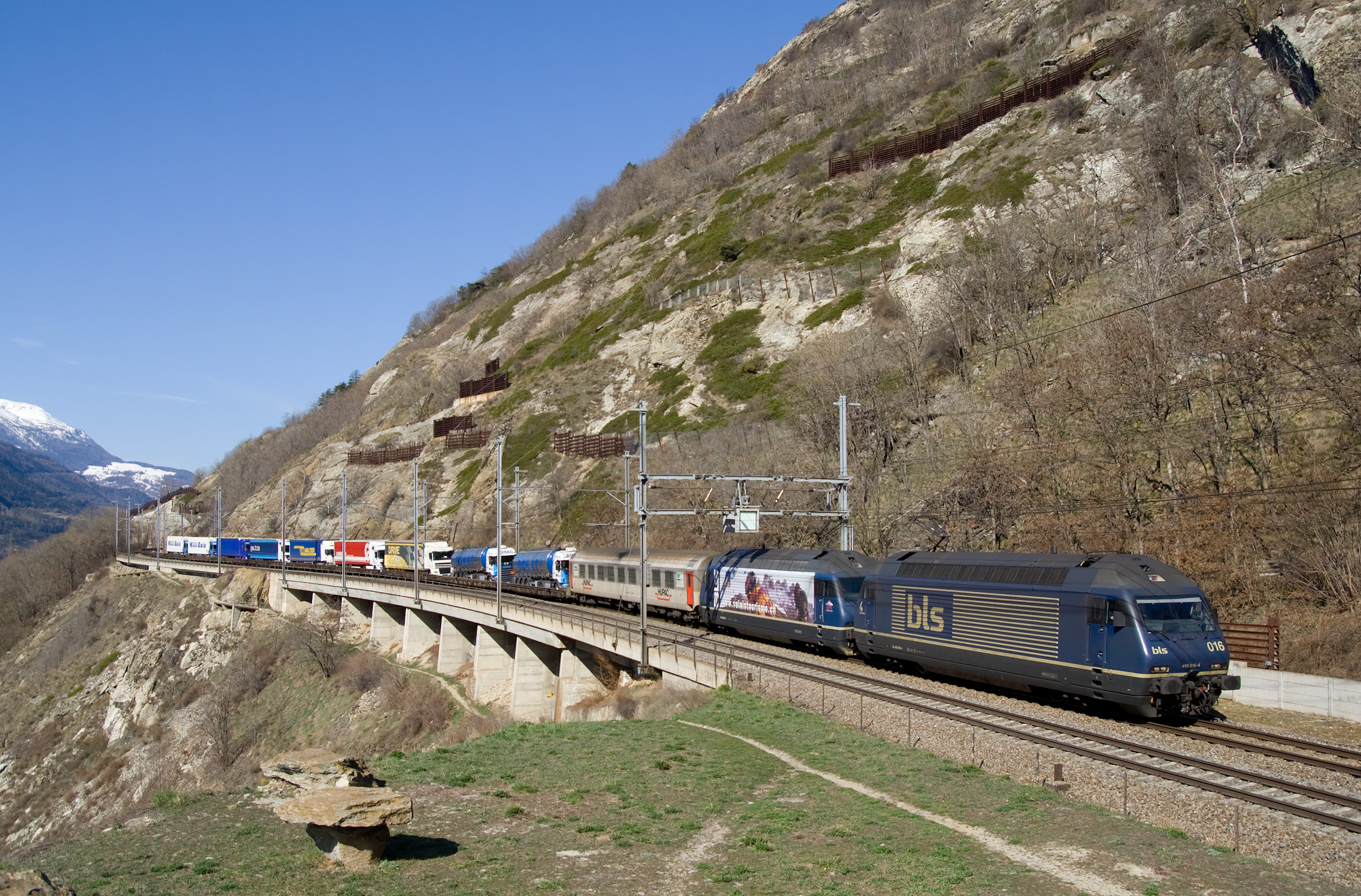
RoLa auf der Lötschberg-Südrampe kurz vor Brig-Glis (Schweiz), gezogen von zwei Re 465 der BLS

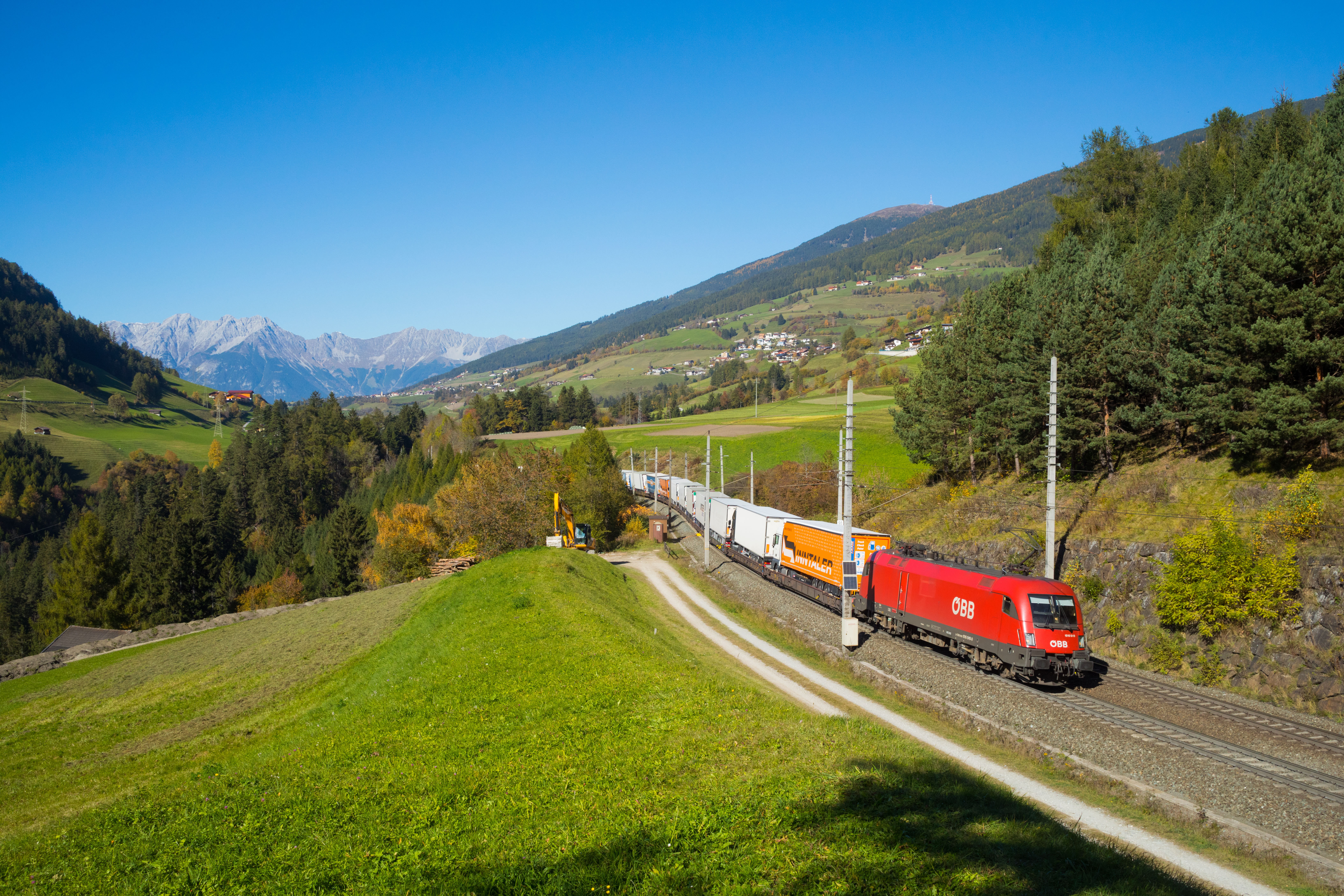
Ein Zug der RoLa auf der Brennerbahn bei Matrei am Brenner.

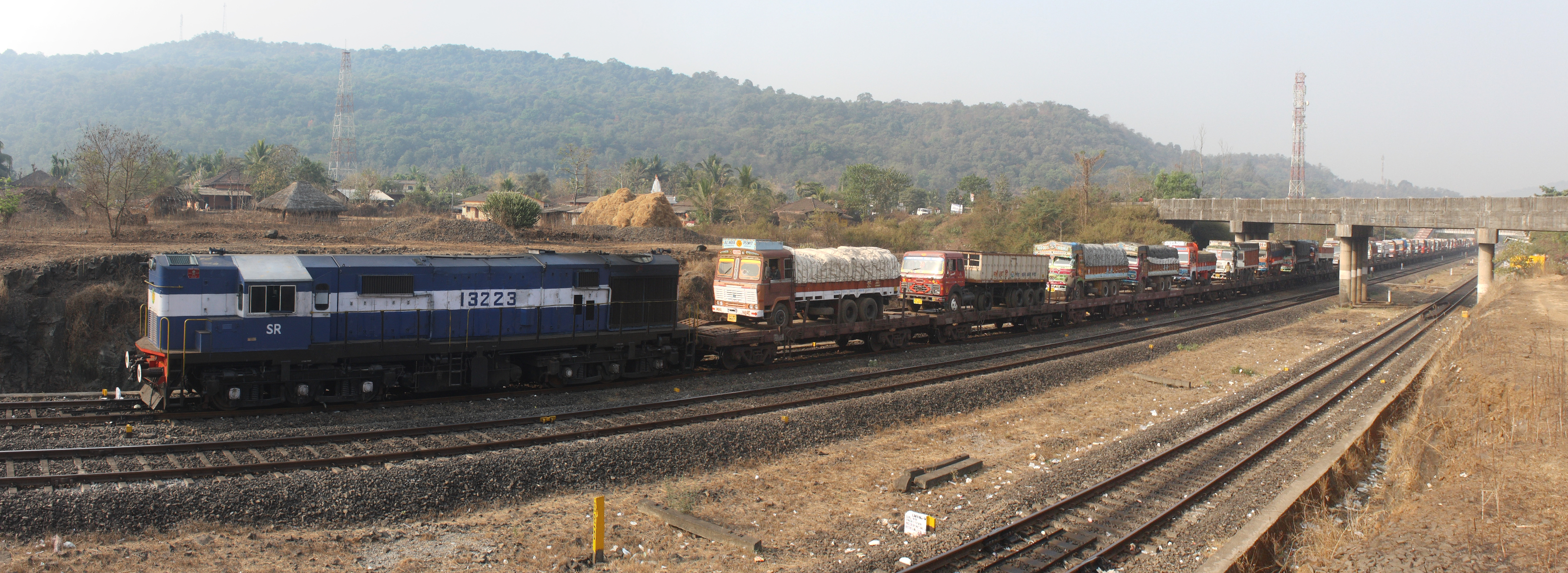
Indische Rollende Landstraße

Die Rollende Landstraße (kurz RoLa, in der Schweiz Rollende Landstrasse) ist ein Transportsystem für den begleiteten kombinierten Verkehr auf der Schiene bzw. ein spezieller Zug, bei dem komplette Lastwagen bzw. Sattelzüge per Bahn befördert werden. Die dazu verwendeten kurzgekuppelten Niederflurwagen mit kleinen Raddurchmessern (380/360/335 mm) haben durchgängig über den ganzen Zug hinweglaufende Fahrspuren. Die Fahrer sind während der Fahrt in zusätzlich angehängten Begleitwagen (Sitz- oder Liegewagen) untergebracht. An den Endpunkten der Verbindungen befinden sich spezielle Laderampen, um die LKW einfach be- und entladen zu können.
Aufgrund der Totlastanteile von über 50 Prozent ist die Rollende Landstraße die energetisch ineffizienteste und unökonomischste Form des kombinierten Verkehrs. Laut schweizerischem Bundesrat schone die «Rollende Landstrasse» Klima und Umwelt und entlaste das Schweizer Strassennetz. Die «Rollende Landstrasse» sollte in der Schweiz erst bis Ende 2028 weitergeführt werden. Nun werde der Betrieb aus finanziellen Gründen aber bereits Ende 2025 eingestellt.
In der Schweiz wurde zeitweise statt RoLa das Kürzel RA für Rollende Autobahn verwendet. In Nordamerika und Indien lautet das Kürzel RORO für Roll-On/Roll-Off.

## Verkehrsangebote

Deutsches StVO-Hinweisschild 1010-14: Informationsstelle zur Rollenden Landstraße

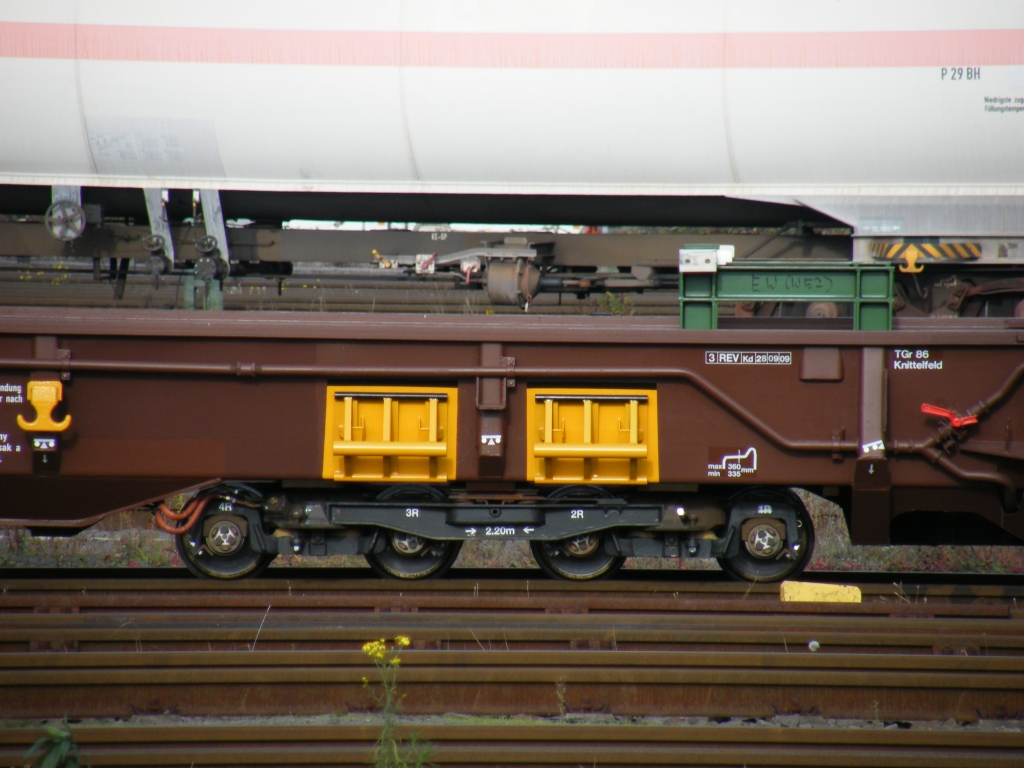
Drehgestell eines RoLa-Wagens

Meist werden Transitlinien, z. B. von Tirol nach Italien oder nach Osteuropa, mit der RoLa bedient. Für Österreich als traditionelles Transitland ist die „Rollende Landstraße“ aus umweltpolitischen Gründen von Bedeutung. 1999 wurden von den ÖBB 254.000 LKW bzw. LKW-Züge – das entspricht rund 8,5 Millionen Tonnen Ladung – befördert (1993 waren es noch 158.989 Einheiten). 2007 wurden mit 19.073 Zügen 288.776 Einheiten von der Rail Cargo Austria befördert.
In Österreich verkehren die häufigsten Güterzüge der Rollenden Landstraße zwischen Wörgl und Brenner sowie Maribor und Wels (über Graz). Zwischen Salzburg und dem Hafen Triest, wo die LKW mit der Fähre aus der Türkei ankommen, verkehrt eine „RoLa“ direkt. In der Schweiz verkehren RoLa-Züge sowohl über die Gotthard- als auch über die Lötschberg-Simplon-Achse.
Der wichtigste Parameter von Strecken für den LKW-Transport ist die Eckhöhe, das ist die Höhe, die ein geladener LKW nutzen darf, um die Fahrzeugbegrenzungslinie nicht zu überschreiten. Für heute bestehende Strecken ergeben sich Eckhöhen nach dem vorhandenen Lichtraumprofil – häufig 3,85 m. Neubaustrecken wie die der projektierten Neuen Eisenbahn-Alpentransversale streben eine Eckhöhe von 4 m an, die die EU für LKW erlaubt. Die zulässige Eckhöhe einer Strecke wird in einem sogenannten Profilcode verschlüsselt.
Zum 25. September 1994 verkehrte der erste RoLa-Zug zwischen Dresden-Friedrichstadt und Lovosice in Tschechien. Die 115 km wurden in 185 Minuten (zwischen Ladeschluss und Entladung) bewältigt. Der Freistaat Sachsen förderte das Pilotprojekt bis Ende 1995 mit knapp zehn Millionen Euro. Mit den später zurückgefahrenen Zuschüssen sank die Attraktivität des Angebots. Am 11. Juni 2003 wurde der 750.000. Lkw befördert. 2003 wurden dabei bis zu zwölf Zugpaare täglich mit einer Kapazität von je 23 Stellplätzen angeboten. Bei einer Auslastung von 70 bis 80 Prozent erforderte das Angebot Betriebskostenzuschüsse von jährlich rund 7,5 Millionen Euro; 2003 standen dem 6,5 Millionen Euro an Fahrgeldeinnahmen gegenüber. Nachdem mit dem EU-Beitritt Tschechiens die Auslastung auf weniger als zehn Prozent gesunken war, wurde am 18. Mai 2004 die Einstellung des Angebots beschlossen.
In Indien wird eine rollende Landstraße auf der Konkanstrecke in den Relationen Kolad–Verna (seit 1999), Kolad–Surathkal (seit 2004) und Ankola–Surathkal betrieben. Hier können LKW den parallel zur Strecke verlaufenden NH 66 (nach alter Nummerierung NH 17) vermeiden. Diese Straße ist in den Ausläufern der Westghats sehr kurvig und steil.

### Betreiber
In Österreich wird die RoLa von Rail Cargo Operator - Austria GmbH betrieben. Es verkehren täglich bis zu 80 Züge mit insgesamt rund 1.600 Stellplätzen innerösterreichisch und von Österreich nach Italien und Slowenien. Im Jahr 2015 wurden ca. 195.031 LKW mit der Rollenden Landstraße transportiert.
Von Dezember 2012 bis Juni 2016 wurde eine Transit-RoLa über den Brenner vom italienischen Trient nach Regensburg durch bayernhafen in Zusammenarbeit mit dem Terminalbetreiber in Trento Interbrennero, der Trenitalia, dem Unternehmen Trasposervizi und dem privaten deutschen Eisenbahnverkehrsunternehmen Lokomotion betrieben. Heute verkehrt die RoLa zwischen Wörgl an der Grenze zu Deutschland über den Brennerpass und nach Trient.
Die RoLa wird im alpenquerenden Verkehr durch die Schweiz von der RAlpin AG in Olten betrieben. Sie betreibt seit 2001 die Rola zwischen Freiburg im Breisgau und Novara und übernahm 2011 von der Hupac die Verbindung zwischen Basel Kleinhüningen Hafen und Lugano. Im Jahr 2010 wurden 102.720 Lastwagen durch die Alpen befördert, im Jahr 2024 rund 72.000 Lastwagen. Ende 2018 wurde die RoLa zwischen Basel und Lugano aufgrund schlechter Subventionseffizienz eingestellt. Die RoLa zwischen Freiburg und Novara wird im Dezember 2025 aufgrund geringer Wirtschaftlichkeit eingestellt. Als ausschlaggebend für das Vorziehen der ursprünglich für 2028 vorgesehenen Einstellung auf nun 2025 wird die „anhaltend hohe Störungsanfälligkeit der Schieneninfrastruktur in Deutschland“ genannt, die zu zunehmenden Zugausfällen führt.

## Entwicklung
Die Idee, eine Art „Rollende Landstraße“ einzurichten, entstand noch vor der ersten richtigen Eisenbahn im deutschsprachigen Raum. Bereits 1828 schlug ein Komitee, das den Bau einer Pferdeeisenbahn von der Saline Bad Dürrenberg nach Leipzig vorantrieb, vor, spezielle Eisenbahnwagen zu fertigen, auf denen dann die Pferdefuhrwerke transportiert werden sollten. Die Idee hatte jedoch mehrere Mängel und erwies sich als nicht wirtschaftlich. Dennoch wurde aufgrund von Transportengpässen immer wieder auf diesen Lösungsansatz zurückgegriffen. In Deutschland verkehrten erste planmäßige Züge unter der Bezeichnung „Huckepackverkehr“ ab dem 1. Dezember 1954 in den Verbindungen Frankfurt (Main) Ost–Hamburg Hannoverscher Bahnhof und Müllheim (Ruhr)-Speldorf–Hamburg-Rothenburgsort. Die erste RoLa durchquerte die Schweiz schließlich 1968. Im Zuge der Verlagerungspolitik wurden dann die bestehenden Alpenbahnstrecken weiter ausgebaut, so dass ab 2001 eine verbesserte RoLa in Betrieb genommen werden konnte. Von nun an konnten Lastwagen mit einer Eckhöhe von bis zu 4 Metern, einer Breite von bis zu 2,5 Metern und einem Gewicht von bis zu 44 Tonnen transportiert werden. Mit der RoLa und anderen Maßnahmen konnte die Schweiz einen ansehnlichen Teil des alpenquerenden Güterverkehrs auf die Schiene verlagern oder auf der Schiene behalten.

## Bewertung

Rolaverkehrszeichen als Lichttafel am Brenner (VZ)

Die Vorteile der „RoLa“ sind sowohl ökonomischer als auch ökologischer Natur: Der Spediteur spart Treibstoff, Mautgebühren, Zeitverluste durch Staus und Betriebskilometer bei seinen Fahrzeugen, und die Fahrer können die gesetzlich vorgeschriebenen Ruhezeiten einhalten, ohne den Transport unterbrechen zu müssen. Oftmals müssen zudem Einschränkungen nicht beachtet werden wie etwa beim Vor- und Nachlauf von Nacht- oder Wochenendfahrverboten; außerdem liegt z. B. das zulässige Gesamtgewicht im Kombinierten Verkehr in Österreich bei 44 statt nur 40 Tonnen.
Die Frachtführer kritisieren an dieser Einrichtung jedoch, neben den anfallenden Kosten, die Abhängigkeit von Fahrplänen sowie die langen Verladezeiten. Es wird auch dargelegt, dass viel Totlast im Verhältnis zur Güterlast transportiert wird, da die Zugmaschine des LKW mittransportiert wird. Dagegen steht jedoch der Vorteil des um ein Vielfaches geringeren Rollwiderstandes. Eine Alternative ist der kombinierte Verkehr, bei dem nur der Sattelauflieger auf Taschenwagen verladen wird, während die Zugmaschine am Ort bleibt.
In der Schweiz bestehen ein Verfassungsauftrag (Alpen-Initiative, siehe Pro Alps) und ein Gesetz (Güterverkehrsverlagerungsgesetz, GVVG), welche den alpenquerenden Güterverkehr von der Straße auf die Schiene verlagern wollen. Dieses Ziel soll mit der Fertigstellung der NEAT erreicht werden und wird mit Fördermaßnahmen zu Gunsten des Schienengüterverkehrs, unter anderem der RoLa, unterstützt. Trotz dieser Förderung und einer Auslastung von rund 80 Prozent wird die Schweizer RoLa Ende 2025 aus wirtschaftlichen Gründen eingestellt. Eine wesentliche Rolle spielt dabei die „anhaltend hohe Störungsanfälligkeit der Schieneninfrastruktur in Deutschland“.